# Billete de mil dólares estadounidenses
El gobierno estadounidense emitió billetes de 1000 dólares entre 1862 y 1946 a través de varias instituciones financieras. En concreto el que figura en la imagen fue impreso en 1928 y lleva el retrato del 22º y 24º presidente de los EE. UU., Grover Cleveland. Los billetes ocuparon el noveno lugar en denominaciones de billetes de dólares. 
Los billetes de 1000 dólares y todos los billetes por encima de 100 dólares que se emitieron hasta 1946 fueron suspendidos, pero se les permitió circular entre el público general hasta 1969, momento en que se retiraron de circulación.
Sin embargo, aunque dejó de imprimirse en 1946 y también se retiró de circulación el 14 de julio de 1969, la serie de 1934 emitida por el Sistema de la Reserva Federal todavía tiene curso legal y en el año 2009 se estimó que todavía quedan 165 372 billetes en países de todo el mundo.

## Series
Hay principalmente siete series, con muchas variantes:
- Series 1862-1863, con Robert Morris en el anverso (cinco copias conocidas);
- Serie 1879-1880, Billete, rojo negro y verde, recto que representa Cristóbal Colón y DeWitt Clinton;
- Serie 1878-1891, Certificado de Plata, con William L. Marcy en el anverso;
- Serie 1890, Nota del Tesoro, con George Gordon Meade en el anverso;
- Serie 1870-1922, Certificado de Oro, gris y naranja, con Alexander Hamilton en el anverso;
- Serie 1918, Billete de la Reserva Federal, gris y verde, con Alexander Hamilton y sello azul en el anverso;
- Serie 1928-1934, Billete de la Reserva Federal, gris y verde, con Grover Cleveland en el anverso.